# ユウェンタース
ユウェンタース（ラテン語：Juventas）は、ローマ神話における青春の女神。ユーピテルとユーノーの娘である。ユウェンタースは青春の美ではなく、青年男子の守護神であり、成人式には賽銭が捧げられた。
伝説によるとカピトーリウムの丘に神殿が建設される以前から祭祀されていたが、神殿建設のさいに境界標識の神テルミヌスとともに立ち退きを拒否したとされる。そのためユーピテル神殿のミネルウァの部屋の入口にユウェンタースのための席が設けられたという。
ギリシア神話の青春の女神ヘーベーと同一視される。